# FightBox
FightBox – kanał sportowy dystrybuowany na terenie Polski od 1 czerwca 2012 roku przez SPI International Polska. Od 1 września 2012 część programów nadawana jest z polskim komentarzem. Natomiast 1 stycznia 2013 uruchomiona została wersja HDTV kanału.

## Oferta
Oferta kanału jest poświęcona sztukom walki. Stacja nadaje relacje z rozgrywek różnych lig i federacji z USA, Japonii i Europy oraz amerykańskie programy poświęcone tematyce sportów walki.